# Auto-GP-Saison 2016
Die Auto-GP-Saison 2016 war die 17. und bislang letzte Saison der europäischen Rennserie, die 1999 erstmals als italienische Formel-3000-Meisterschaft ausgetragen wurde und seit 2010 die Bezeichnung Auto GP trägt. Der Verlauf der Saison war von Umstrukturierungen und Umbrüchen geprägt. Anfänglich wurde die Saison als eigenständige Rennserie ausgetragen. Nachdem das Starterfeld allerdings beim Auftaktrennen – wie schon im Vorjahr – sehr schwach besetzt gewesen war, gab der Organisator die selbständige Durchführung der Serie auf. Die Teams und Fahrer starteten seit dem Juli 2016 in der Boss-GP-Serie, innerhalb derer die AutoGP eine eigene Klasse bildete.

## Hintergrund
Die AutoGP-Serie wird von dem italienischen Unternehmen Paolo Coloni Racing organisiert; verantwortlich sind Paolo Coloni und sein Vater Enzo. 2014 hatte die Serie noch ein voll besetztes Starterfeld mit 18 Fahrern und einen aus 16 Läufen bestehenden Rennkalender mit Veranstaltungen in Europa und Nordafrika. Im folgenden Jahr war das Feld auf fünf Teams und sieben Fahrer zusammengeschrumpft. Nach nur zwei Rennen beendete Coloni die vorzeitig die Durchführung der Meisterschaft. 
Eine Neuauflage für das Jahr 2016 war zunächst fraglich. Coloni änderte im Herbst 2015 im Interesse einer Öffnung das Reglement. Abweichend von früheren Jahren erhielten für 2016 alle Monoposti mit einem Hubraum von 2,0 bis 4,0 Litern die Startberechtigung. 
Die Für die Saison 2016 waren anfänglich sieben Rennwochenenden mit je zwei Rennen vorgesehen, die ausschließlich auf italienischen Strecken gefahren werden sollten. Am Auftaktrennen am 7./8. Mai 2016 auf dem Adria International Raceway nahmen lediglich sieben Fahrer teil. Coloni strich in der Folgezeit einige der geplanten Rennen und setzte neue Läufe fest, die vom ursprünglichen Kalender abwichen; sie wurden letztlich aber nicht durchgeführt. Ab Juli 2016 starteten die Fahrer der Auto GP stattdessen in der Boss-GP-Serie und ergänzen das dortige Starterfeld. Eigenständige Auto-GP-Rennen gab es nun nicht mehr. Allerdings nahm Coloni noch eine eigenständige Wertung für die verbliebenen Auto-GP-Piloten vor. Insgesamt bestand die Saison 2016 letztlich aus 10 Rennen, die an fünf Wochenenden ausgetragen wurden. Nach dem letzten Rennen der Boss-GP-Serie war zunächst noch ein Abschlussrennen der AutoGP vorgesehen; dieser Lauf, für den es nie konkrete Angaben hinsichtlich des Austragungsortes gab, fand nicht statt.

## Reglement
Abweichend von den früheren Jahren sind 2016 alle Monoposti mit einem Hubraum von 2,0 bis 4,0 Litern startberechtigt. 
Alle Piloten fahren mit Chassis von Lola und Motoren von Zytek bzw. Gibson. Mit Ausnahme von Armando Mangini, der einen alten Lola B02/50 fuhr, traten alle Fahrer mit Fahrzeugen vom Typ B05/52 an.

## Teams und Fahrer
Ende 2015 hatten sich sieben Teams für die Auto-GP-Saison 2016 eingeschrieben. Drei von ihnen traten zu Saisonbeginn nicht an, sodass zum ersten Rennen im Mai 2016 vier Teams mit insgesamt sieben Fahrern an den Start gingen. Im Laufe der Saison reduzierte sich das Starterfeld auf vier Teams mit je einem Fahrer. Der Rennstall PS Racing wird von Coloni betrieben.
Jüngster Fahrer ist der zu Saisonbeginn 17-jährige Inder Mahaveer Raghunathan, ältester Fahrer der 1947 geborene Armando Mangini. Salvatore de Plano nahm beim ersten Saisonrennen nur am freien Training teil. Das Qualifying und die Rennen bestritt er nicht.
| Team                        | Nr.    | Fahrer                  | Rennwochenende |
| --------------------------- | ------ | ----------------------- | -------------- |
| Zele Racing                 | 07     | Luís Sá Silva           | 1–2            |
| Zele Racing                 | 08     | Dominik Fekete          | 1-2            |
| Zele Racing                 | 09     | Zoltan Fekete           | 1-2            |
| Zele Racing                 | 444    | Philipp Sager           | 9-10           |
| Zele Racing                 | 789    | Christof von Grünigen   | 3-10           |
| PS Racing                   | 15 115 | Mahaveer Raghunathan    | 1–10           |
| PS Racing                   | 15 115 | Emanuele Romani         | 9–10           |
| PS Racing                   | 16     | Salvatore de Plano      | 1-2            |
| MM International Motorsport | 32     | Armando Mangini         | 1–2            |
| Torino Squadra Corse        | 55 155 | Luis Michael Dörrbecker | 1–10           |

## Rennkalender und Saisonverlauf
Der im November 2015 vorgestellte Rennkalender der Saison 2016 umfasste sechs Rennwochenenden mit je zwei Rennen. Tatsächlich fand in der Saison 2016 nur ein eigenständiges Auto-GP-Rennen statt, und zwar das Auftaktrennen am 7./8. Mai 2016 auf dem Adria International Raceway. An ihm nahmen vier Teams mit insgesamt sieben Fahrern teil. 
Coloni stellte den Kalender daraufhin mehrfach erheblich um. Die ursprünglichen Termine verschoben sich teilweise, andere Rennen entfielen komplett. Ein für den 23. und 24. Juli geplantes Rennen auf dem sizilianischen Autodromo di Pergusa wurde im Mai 2016 gestrichen. Stattdessen nahm Coloni für das Wochenende 18./19. Juni 2016 ein Rennen auf dem Nürburgring ins Programm, das seinerseits im Vorwege am 16. Juni 2016 gestrichen wurde. Eine spanische Quelle gibt als Grund „Geräuschübertretungen“ („exceso de ruido“) an. Die Organisatoren der Serie gaben hierzu keine Erklärung ab. In der Berichterstattung finden sich Spekulationen, dass die Absage tatsächlich auf ein zu kleines Starterfeld zurückzuführen war.
| Rennen | Datum           | Rennstrecke                   | Sieger                  | Zweiter                 | Dritter               |
| ------ | --------------- | ----------------------------- | ----------------------- | ----------------------- | --------------------- |
| 01.    | 7. Mai          | Adria International Raceway   | Luis Michael Dörrbecker | Mahaveer Raghunathan    | Dominik Fekete        |
| 02.    | 8. Mai          | Adria International Raceway   | Luis Michael Dörrbecker | Luis Sa Silva           | Mahaveer Raghunathan  |
|        | 18. Juni        | Nürburgring                   | Rennen abgesagt         | Rennen abgesagt         | Rennen abgesagt       |
|        | 19. Juni        | Nürburgring                   | Rennen abgesagt         | Rennen abgesagt         | Rennen abgesagt       |
|        | 2. Juli         | Autodromo dell’Umbria         | Rennen abgesagt         | Rennen abgesagt         | Rennen abgesagt       |
|        | 3. Juli         | Autodromo dell’Umbria         | Rennen abgesagt         | Rennen abgesagt         | Rennen abgesagt       |
| 03.    | 2. Juli         | Autodromo Nazionale Monza     | Christof von Grünigen   | Luis Michael Dörrbecker | Mahaveer Raghunathan  |
| 04.    | 3. Juli         | Autodromo Nazionale Monza     | Christof von Grünigen   | Luis Michael Dörrbecker | Mahaveer Raghunathan  |
| 05.    | 6. August       | TT Circuit Assen              | Luis Michael Dörrbecker | Mahaveer Raghunathan    | Armando Mangini       |
| 06.    | 7. August       | TT Circuit Assen              | Luis Michael Dörrbecker | Mahaveer Raghunathan    | Christof von Grünigen |
| 07.    | 10. September   | Automotodrom Brno             | Christof von Grünigen   | Luis Michael Dörrbecker | Mahaveer Raghunathan  |
| 08.    | 11. September   | Automotodrom Brno             | Luis Michael Dörrbecker | Mahaveer Raghunathan    | –                     |
| 09.    | 8. Oktober      | Autodromo Enzo e Dino Ferrari | Luis Michael Dörrbecker | Mahaveer Raghunathan    |                       |
| 10.    | 9. Oktober      | Autodromo Enzo e Dino Ferrari | Luis Michael Dörrbecker |                         |                       |
| 11.    | Rennen abgesagt | Rennen abgesagt               | Rennen abgesagt         | Rennen abgesagt         | Rennen abgesagt       |
| 12.    | Rennen abgesagt | Rennen abgesagt               | Rennen abgesagt         | Rennen abgesagt         | Rennen abgesagt       |